# Aleuritopteris bicolor
Aleuritopteris bicolor là một loài thực vật có mạch trong họ Adiantaceae. Loài này được (Roxb.) Fraser-Jenk. miêu tả khoa học đầu tiên.